# 狩場澤站
狩場澤站（日语：／ Karibasawa eki */?）是位於青森縣東津輕郡平內町，屬於青森鐵道的青森鐵道線車站。車站與國道4號並行。

## 車站構造
本站現時採用簡易式單層木站房。由野邊地站管理。在有人車站時代設有正式站房。於2000年改建為現時模式。正門及開放式驗票口均採用趟門形式，進站後即為候車室，設有一張候車長櫈，而驗票口的頂部裝有點陳陣式列車資訊欄。

### 月台
設有2面2線的單式月台。本站曾設有2面3線的月台，後來中線的架空電纜除撤走，成為維護車輛的停泊線。
各月台之間設有跨線橋連接，但不設月台編號。遠離站房的下行月台上則另設有一座木建候車室。其外牆與站房一樣，於2025年中時翻新，改塗上公司代表顏色和公司吉祥物。

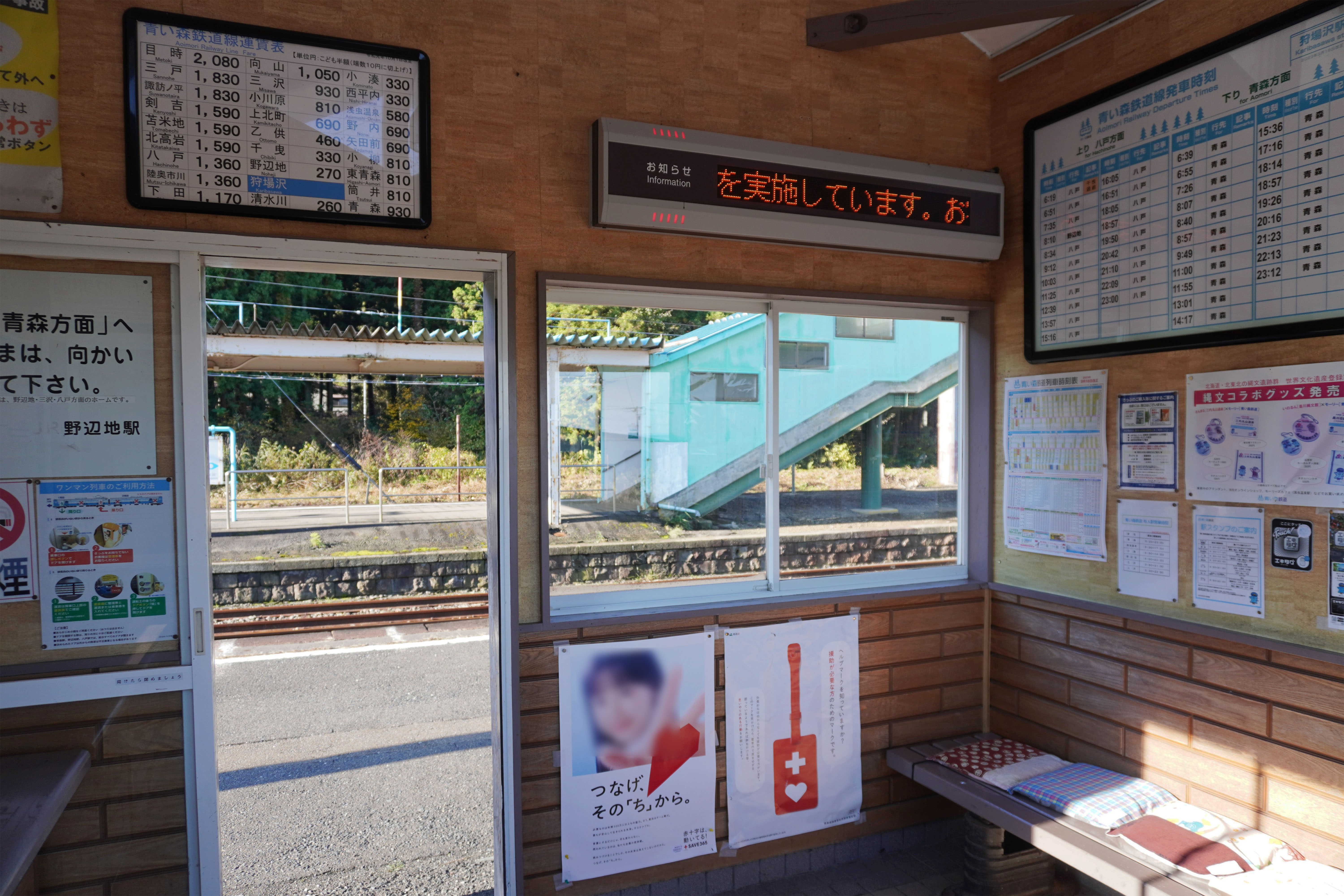
候車室内(2023年10月)

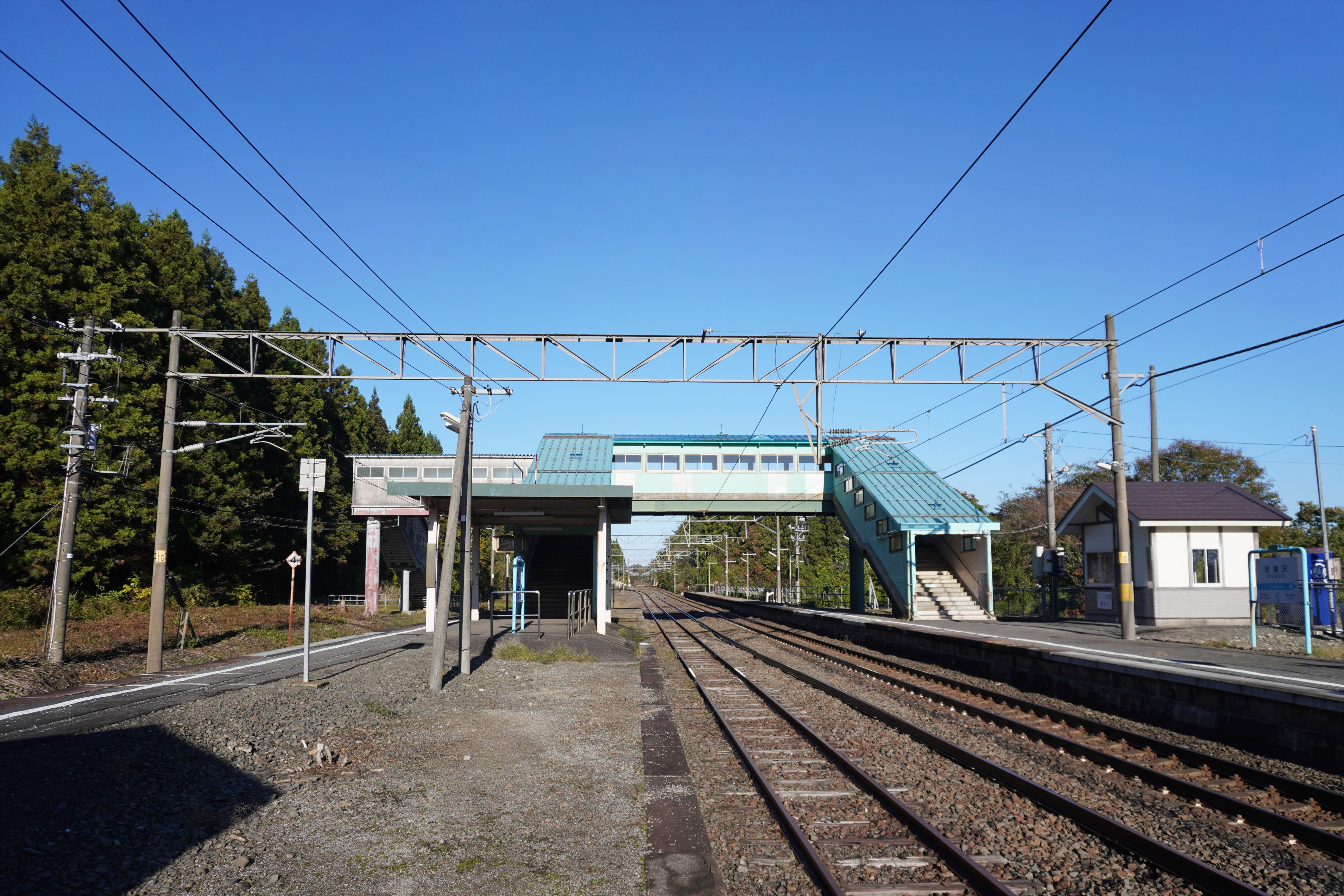
月台(2023年10月)

| 月台     | 路線        | 上下行 | 方向             |
| -------- | ----------- | ------ | ---------------- |
| 站房一方 | ■青森鉄道線 | 上行   | 野邊地、八戶方向 |
| 站房對面 | ■青森鉄道線 | 下行   | 青森方向         |

※在資訊上沒有編排月台編號。

## 歷史
- 1894年1月4日：此站啟用。
- 1962年2月1日：終止貨物起卸業務[1]。
- 1980年5月1日：成為無人車站。在1991年前還設有由管理站派遣車站職員售票服務。
- 1987年4月1日：隨國鐵分割民營化，車站由東日本旅客鐵道（JR東日本）營運。
- 2010年12月4日：隨東北新幹線全線開通，經營權改由青森鐵道負責。

## 使用狀況
《青森縣統計年鑑》及平內町官方網頁均沒有顯示本站使用人數的資訊。而根據國土交通省「國土數值情報」，以下為本站1日平均上下車人次：
| 乘降人員推算 | 乘降人員推算     |
| 年度         | 1日平均 乘降人次 |
| ------------ | ---------------- |
| 2011         | 31               |
| 2012         | 40               |
| 2013         | 30               |
| 2014         | 33               |
| 2015         | 43               |
| 2016         | 43               |
| 2017         | 44               |
| 2018         | 45               |
| 2019         | 39               |
| 2020         | 41               |
| 2021         | 39               |
| 2022         | 37               |

## 相鄰車站
青森鐵道
■普通（560M通過此站）
野邊地－狩場澤－清水川

## 外部連結
- 青森鐵道狩場澤站（页面存档备份，存于）（日語）